# Pegunungan Pompangeo
Pegunungan Pompangeo är en bergskedja i Indonesien.   Den ligger i provinsen Sulawesi Tengah, i den centrala delen av landet, 1 600 km öster om huvudstaden Jakarta.